# Вьян (Коррез)
Вьян (фр. и окс. Viam) — коммуна во Франции, находится в регионе Лимузен. Департамент — Коррез. Входит в состав кантона Бюжа. Округ коммуны — Юссель.
Код INSEE коммуны — 19284.
Коммуна расположена приблизительно в 370 км к югу от Парижа, в 60 км юго-восточнее Лиможа, в 40 км к северу от Тюля.

## Население
Население коммуны на 2008 год составляло 116 человек.
| 1962 | 1968 | 1975 | 1982 | 1990 | 1999 | 2008 |
| ---- | ---- | ---- | ---- | ---- | ---- | ---- |
| 150  | 213  | 160  | 141  | 133  | 132  | 116  |

## Администрация
| Период | Период | Фамилия         | Партия | Примечания |
| ------ | ------ | --------------- | ------ | ---------- |
| 2001   | 2008   | Арман Терраколь |        |            |
| 2008   |        | Мишель Гийу     |        |            |

## Экономика

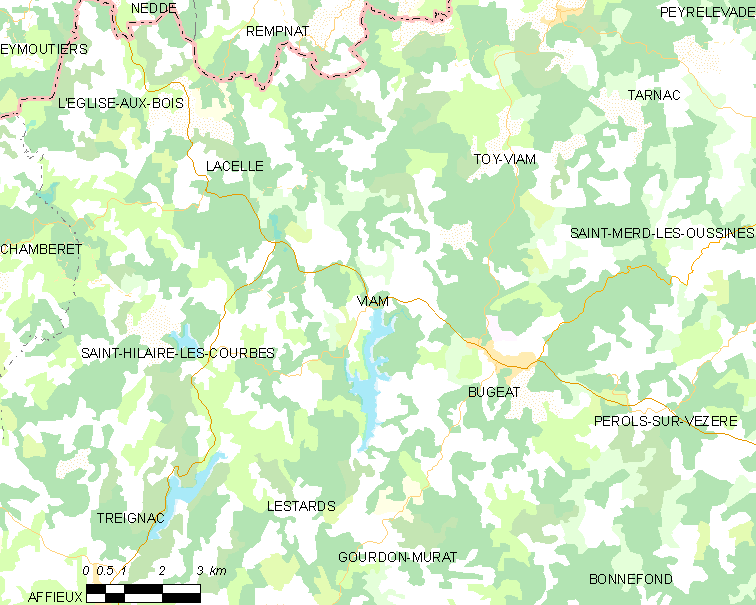
Карта коммуны

В 2007 году среди 69 человек в трудоспособном возрасте (15-64 лет) 45 были экономически активными, 24 — неактивными (показатель активности — 65,2 %, в 1999 году было 67,1 %). Из 45 активных работали 43 человека (23 мужчины и 20 женщин), безработных было 2 (0 мужчин и 2 женщины). Среди 24 неактивных 7 человек были учениками или студентами, 7 — пенсионерами, 10 были неактивными по другим причинам.

## Достопримечательности
- Церковь Сен-Мартен (XIII век). Памятник истории с 1976 года[3]